# スーパーカブ (映画)
『スーパーカブ』は、2008年の日本映画。
ホンダ・カブをフィーチャーした、バイクアクション作品である。同年、続編『スーパーカブ2 激闘篇』も制作されている。

## キャスト
- 浜田 武史（はまだ たけし） - 斉藤慶太
- 鏑木 美緒（かぶらぎ みお） - 倉科カナ
- 鏑木 周三（かぶらぎ しゅうぞう） - 小木茂光
- 細田 玄（ほそだ げん） - 風間トオル
- 三咲 麗華（みさき れいか） - 長澤奈央
- 倉田（くらた）- 田中俊
- 大沢 真治（おおさわ しんじ） - 落合扶樹
- 須藤 健吾（すどう けんご） - 汐崎アイル
- 秋田 一郎（あきた いちろう） - 原田琢磨
- 鈴木 愛（すずき あい） - 長澤奈央
- 直人（なおと） - 永井朋弥
- 須藤 加奈（すどう かな） - 普天間みさき

## スタッフ
- 監督：室賀厚
- 脚本：室賀厚、津村美智子、鮫島慎一
- 音楽：安川午朗
- 助監督：明山智、永江二朗
- 製作者：大橋孝史、山田俊輔
- プロデューサー：上野鏡介
- ラインプロデューサー：酒井明
- 撮影：鮫島慎一、長野泰隆
- 美術：野尻郁子
- 照明：安部力
- 録音：小宮元
- 制作担当：辻智
- 撮影協力：南海部品
- 協力：ワーナー・ホーム・ビデオ
- 制作プロダクション：トルネード・フィルム
- Gold Roger LLP参加企業：ジョリー・ロジャー、KPG
- 配給：ジョリー・ロジャー